# Museu Sueco de História Natural
O Museu Sueco de História Natural (em sueco: Naturhistoriska riksmuseet; vulgarmente designado de Riksmuseet) é um museu biológico e geológico, localizado no norte da cidade sueca de Estocolmo. Possui as maiores instalações do país, com um espólio superior a 10 milhões de objetos, e inclui ainda o planetário Cosmonova e um cinema tridimensional IMAX.

## As coleções do museu
O museu alberga a maior coleção existente na Suécia de objetos zoológicos, botânicos, paleontológicos e geológicos.

## História do museu
O museu foi fundado em 1819 pela Academia Real das Ciências da Suécia, mas as coleções exibidas foram adquiridas antes, principalmente através de doações pela Academia desde a sua fundação em 1739. Essas coleções foram pela primeira vez disponibilizadas ao público em 1786. O Museu foi separado da Academia em 1965.